# Moedas de euro finlandesas
O Euro (EUR ou €) é a moeda comum para as nações que pertencem à União Europeia e que aderiram à zona Euro. As moedas de euro têm dois lados diferentes: um lado comum, europeu, mostrando o valor da moeda, e um lado nacional, mostrando um desenho escolhido pelo país membro da UE onde a moeda foi cunhada. Cada país membro tem um ou vários desenhos únicos a esse país.
Para visualizar as imagens do lado comum e para ter uma descrição detalhada das moedas, ver moedas de euro.

As moedas de euro finlandesas têm três desenhos diferentes. O desenho das moedas de menor e médio valor foi desenhado por Heikki Häiväoja e as de 1 e 2 euros foram, respectivamente, desenhadas por Heikki Häiväoja e Pertti Mäkinen. Todos os desenhos têm as doze estrelas da UE e o ano em que foi cunhado.
As moedas de € 0,01 e de € 0,02 não são usadas na Finlândia. Apenas algumas foram cunhadas, para coleccionadores. Valores que acabem em € 0,01 ou € 0,02 são arredondados para baixo enquanto os que acabam em € 0,03 ou € 0,04 são arredondados para € 0,05.
| € 0,01                                                  | € 0,02                                                  | € 0,05 |
| ------------------------------------------------------- | ------------------------------------------------------- | --- |
|                                                         |                                                         | |
| O leão heráldico finlandês outrora encontrado em markka | O leão heráldico finlandês outrora encontrado em markka | O leão heráldico finlandês outrora encontrado em markka |
| € 0,10                                                  | € 0,20                                                  | € 0,50 |
|                                                         |                                                         | |
| O leão heráldico finlandês outrora encontrado em markka | O leão heráldico finlandês outrora encontrado em markka | O leão heráldico finlandês outrora encontrado em markka |
| € 1,00                                                  | € 2,00                                                  | € 2 (rebordo) |
|                                                         |                                                         | A inscrição da borda diz SUOMI FINLAND e tem 3 cabeças de leão (SUOMI significa Finlândia em finlandês, e FINLAND significa Finlândia em sueco, as duas línguas oficiais finlandesas) |
| Dois cisnes a voar sobre uma paisagem finlandesa        | As frutas e folhas da amora-branca-silvestre            | |